# Vicente Anastasio Echevarría
Vicente Anastasio de Echevarría (Rosario, 1768 - Buenos Aires, 1857) fue un político argentino de destacada actuación durante la década de la Independencia Argentina.

## Biografía
Hijo del vasco Fermín de Echevarría, natural de Vizcaya, y de la rosarina Tomasa de Acevedo, estudió en el Colegio de San Carlos de Buenos Aires, y se recibió de abogado en la Universidad de Charcas en el año 1793. Desde 1804 ejerció como abogado en Buenos Aires. El 4 de junio de 1805 se casó con María Antonina de Echevarría, su prima, tras las debidas dispensas por parte del obispo Benito Lué.
Durante las invasiones inglesas tuvo una actuación notable como apoyo de Pueyrredón, y protagonizó una anécdota curiosa, en que llevó un cañón desde San Nicolás de los Arroyos hasta Buenos Aires.

### Primeras actuaciones públicas
En 1808 fue abogado del virrey Santiago de Liniers y comisario de guerra del ejército porteño. Por encargo de su amigo Manuel Belgrano, intentó convencer a Liniers de negarse a entregar el gobierno al nuevo virrey, Baltasar Hidalgo de Cisneros, pero Liniers prefirió respetar el orden colonial.
Asistió al cabildo abierto de mayo de 1810 y apoyó la formación de la Primera Junta. Por consejo de Belgrano fue nombrado ministro de la Real Audiencia, para reemplazar a los oidores realistas, que fueron expulsados en junio de ese año. Hizo varias donaciones importantes para los ejércitos y para la guerra de corso, que siguió haciendo en los años siguientes.
En la segunda mitad de 1811 fue enviado, como compañero del General Belgrano, a Asunción, para regularizar las relaciones con el gobierno revolucionario paraguayo, firmando un tratado en octubre de ese año. Si bien el tratado decía ser una alianza, apenas era un acuerdo comercial, combinado con una declaración de que Paraguay no prestaría apoyo a los realistas. Durante el año 1812, época de hegemonía del grupo de Manuel de Sarratea y Bernardino Rivadavia, fue comisario de guerra del Primer Triunvirato, secretario de la primera fracasada Asamblea Constituyente y miembro de la comisión de justicia.

### El Directorio
Por sus cargos judiciales, logró no ser perseguido después de la caída del Primer Triunvirato; fue secretario de la Asamblea del Año XIII, y el director supremo Posadas lo nombró miembro de su consejo consultivo. Acompañó al general Alvear en la toma de la ciudad de Montevideo, y el general Gaspar de Vigodet le entregó las llaves de la ciudad. Curiosamente, se las quedó él y las exhibía muchos años más tarde como si fueran un trofeo por méritos propios de guerra. 
Por esa época se extendieron mucho sus negocios, llegando a reunir una importante fortuna. Su operación favorita era transportar yerba mate, azúcar o tabaco desde Paraguay y Corrientes, y redespacharlo hacia el norte con importantes tropas de mulas, que a su vez también vendía en Salta.
Tuvo un período de problemas políticos a la caída de Alvear, pero ya a principios de 1817 estaba de nuevo en el centro de la escena política: ese año fue elegido diputado por Buenos Aires al ex Congreso de Tucumán, que ya sesionaba en la capital. 
Fue el armador del crucero de la fragata La Argentina que en misión corsaria partió en 1817 al mando del Capitán Hipólito Bouchard, En 1819 debió defender a Bouchard durante el juicio que se le hizo por piratería, provocado en realidad porque, con esa excusa, el almirante Cochrane se había apoderado de sus presas. Bouchard salió libre de cargos, pero el inglés se quedó con lo que había robado. Publicó un folleto contando la increíble aventura de este marino.
En octubre de 1819 fue enviado por el director Supremo José Rondeau ante el caudillo Estanislao López, para exigirle explicaciones por los ataques federales de esa época. Este le mostró una carta de Rondeau a Manuel José García, en que le comunicaba que había acordado con el general Lecor —gobernador portugués de la invadida provincia oriental— un pacto por el que este atacaría a los federales, y posiblemente pudiera conservar Entre Ríos y Corrientes. Echevarría volvió humillado y furioso por la traición de su jefe Rondeau.

### La Anarquía y la época de Rivadavia
En los primeros días de 1820, cuando el general Rondeau fue reemplazado interinamente como Director Supremo por Juan Pedro Aguirre, Echevarría ejerció como secretario de Gobierno y de Guerra. Poco después de la batalla de Cepeda (1820), fue enviado para tratar la paz con Francisco Ramírez, pero este no lo recibió. En cambio, pocos días después se firmó el Tratado del Pilar. El propio Ramírez exigió que Echevarría no formara parte de ningún gobierno porteño, como así tampoco otras figuras notables del régimen caído. A las pocas semanas, apoyó la revolución que llevó al poder —por corto tiempo— a Juan Ramón Balcarce; tras la derrota, se exilió en Uruguay.
Regresó a fines del mismo año, y en 1821 colaboró en la fundación de la Universidad de Buenos Aires, en la que fue miembro de la Academia de Jurisprudencia Práctica hasta su renuncia en 1823. En 1825, el presidente Bernardino Rivadavia le encargó un proyecto de código de comercio, del que no se sabe prácticamente nada, ni siquiera si fue terminado.
Tras la caída de Rivadavia fue diputado provincial por el partido federal. Fue presidente de la convención de Santa Fe, intento —que resultaría truncado— de iniciar la formación de un poder legislativo federal. En tal carácter presidió las sesiones por las que las provincias aprobaron el tratado de paz con el Brasil. Mientras estuvo en Santa Fe dirigió un par de periódicos, que tuvieron muy corta vida.

### Últimos años
Durante el resto de su vida se dedicó al comercio y a la abogacía en privado, pasando a un decidido segundo plano; incluso su fortuna disminuyó mucho. Fue escribano de marina en 1833, y pasó el resto de la época de Rosas en el retiro de su casa, ya anciano. Sus últimas apariciones públicas fueron como presidente de una comisión judicial a fines de 1852, a los 84 años. Y dos años más tarde, como miembro fundador del Instituto Histórico y Geográfico. Su archivo pasó a poder de Bartolomé Mitre, que los usó como fuente documental para escribir su Historia de Belgrano.
Falleció en su quinta en los alrededores de Buenos Aires el 20 de agosto de 1857.